# Gondo (Centraal Afrikaanse Republiek)
Gondo is een plaats in de prefectuur Bamingui-Bangoran in het noorden van de Centraal-Afrikaanse Republiek. 